# Троут-Лейк-Алек 16
Троут-Лейк-Алек 16 (англ. Trout Lake Alec 16) — індіанська резервація в Канаді, у провінції Британська Колумбія, у межах регіонального округу Карібу.

## Населення
За даними перепису 2016 року, індіанська резервація нараховувала 15 осіб, показавши скорочення на 28,6%, порівняно з 2011-м роком. Середня густина населення становила 15,9 осіб/км².

## Клімат
Середня річна температура становить 3,4°C, середня максимальна – 19,4°C, а середня мінімальна – -16,8°C. Середня річна кількість опадів – 456 мм.
| Клімат поселення                              | Клімат поселення | Клімат поселення | Клімат поселення | Клімат поселення | Клімат поселення | Клімат поселення | Клімат поселення | Клімат поселення | Клімат поселення | Клімат поселення | Клімат поселення | Клімат поселення | Клімат поселення |
| Показник                                      | Січ.             | Лют.             | Бер.             | Квіт.            | Трав.            | Черв.            | Лип.             | Серп.            | Вер.             | Жовт.            | Лист.            | Груд.            |                  |
| Середній максимум, °C                         | −3,11            | 0,74             | 5,44             | 10,96            | 15,73            | 19,38            | 18,78            | 18,52            | 14,08            | 8,54             | 1,14             | −4,5             |                  |
| Середня температура, °C                       | −9,93            | −6,07            | −1,37            | 4,15             | 8,92             | 12,57            | 14,76            | 14,47            | 10,03            | 4,51             | −2,91            | −8,54            |                  |
| Середній мінімум, °C                          | −16,75           | −12,89           | −8,19            | −2,67            | 2,10             | 5,75             | 10,71            | 10,43            | 6,00             | 0,46             | −6,94            | −12,58           |                  |
| Норма опадів, мм                              | 37               | 19               | 19               | 21               | 36               | 60               | 60               | 44               | 42               | 41               | 41               | 36               |                  |
| Середньомісячна швидкість вітру, м/с          | 1.70             | 1.81             | 2.10             | 2.30             | 2.20             | 2.10             | 2.00             | 1.80             | 1.80             | 2.00             | 2.00             | 1.80             |                  |
| Середньомісячна сонячна радіація, кДж/м²·день | 2681             | 5390             | 10254            | 15254            | 18720            | 20427            | 20462            | 17321            | 11690            | 6255             | 2975             | 1984             |                  |
| --------------------------------------------- | ---------------- | ---------------- | ---------------- | ---------------- | ---------------- | ---------------- | ---------------- | ---------------- | ---------------- | ---------------- | ---------------- | ---------------- | ---------------- |
| Джерело:                                      |                  |                  |                  |                  |                  |                  |                  |                  |                  |                  |                  |                  |                  |